# 千間台站
千間台站（日语：／ Sengendai eki */?）位於日本埼玉縣越谷市千間台東一丁目，是屬於東武鐵道伊勢崎線（東武晴空塔線）的鐵路車站。車站編號是TS 24。

## 歷史
- 1967年（昭和42年）4月17日：開業。
- 2009年（平成21年）：東口與大廳間的電梯啟用。
- 2010年（平成22年）
  - 3月：月台與大廳間的電梯啟用。
  - 12月20日：導入發車音樂。
- 2012年（平成24年）3月17日：導入車站編號TS 24。
- 2013年（平成25年）2月28日：西口與大廳間的電梯啟用。
- 2017年（平成29年）4月21日：下行特急「Skytree Liner」與平日運行的特急「Urban Park Liner」增停本站[3]。

## 車站結構
本站是島式月台2面4線的地面車站，採跨站式站房設計。內側2線是本線，外側是待避線。1、2號月台是上行，3、4號月台是下行。西口直通車站大樓「TOSCA」。
2010年（平成22年）12月20日開始導入發車音樂。

### 月台配置
| 月台 | 路線         | 方向 | 目的地                                                                                       |
| ---- | ------------ | ---- | -------------------------------------------------------------------------------------------- |
| 1、2 | 東武晴空塔線 | 上行 | 新越谷、北千住、東京晴空塔、淺草、 日比谷線 中目黑、 半藏門線 澀谷、 田園都市線 中央林間方向 |
| 3、4 | 東武晴空塔線 | 下行 | 春日部、東武動物公園、 伊勢崎線 久喜、 日光線 南栗橋方向                                     |

- 本站常有準急、區間準急、普通在站內待避急行、區間急行。現行班表在白天時段還可看到連續待避的情況。此外，早晨尖峰時刻前後時段也有急行與區間急行在站內待避特急的狀況。

- 廁所設於剪票口層。

## 使用情況
2017年度一日平均上下車人次為59,513人。伊勢崎線車站當中次於西新井站排行第8位。
開業以後的一日平均上下、上車人次的推移如下表｡
| 年度               | 一日平均 上下車人次 | 一日平均 上車人次 |
| ------------------ | ------------------- | ----------------- |
| 1967年（昭和42年） |                     | 3,978             |
| 1968年（昭和43年） |                     | 5,356             |
| 1969年（昭和44年） |                     | 5,900             |
| 1970年（昭和45年） | 13,542              | 6,771             |
| 1971年（昭和46年） |                     | 7,670             |
| 1972年（昭和47年） |                     | 9,315             |
| 1973年（昭和48年） |                     | 9,650             |
| 1974年（昭和49年） |                     | 10,284            |
| 1975年（昭和50年） | 21,782              | 10,891            |
| 1976年（昭和51年） |                     | 11,481            |
| 1977年（昭和52年） |                     | 12,963            |
| 1978年（昭和53年） |                     | 14,227            |
| 1979年（昭和54年） |                     | 15,859            |
| 1980年（昭和55年） | 34,353              | 17,176            |
| 1981年（昭和56年） |                     | 18,465            |
| 1982年（昭和57年） |                     | 19,523            |
| 1983年（昭和58年） |                     | 21,246            |
| 1984年（昭和59年） |                     | 23,159            |
| 1985年（昭和60年） | 49,230              | 24,615            |
| 1986年（昭和61年） |                     | 26,870            |
| 1987年（昭和62年） |                     | 28,656            |
| 1988年（昭和63年） |                     | 30,495            |
| 1989年（平成元年） |                     | 31,209            |
| 1990年（平成02年） | 65,402              | 32,408            |
| 1991年（平成03年） |                     | 33,204            |
| 1992年（平成04年） |                     | 33,723            |
| 1993年（平成05年） |                     | 33,860            |
| 1994年（平成06年） |                     | 33,665            |
| 1995年（平成07年） |                     | 33,724            |
| 1996年（平成08年） |                     | 33,249            |
| 1997年（平成09年） |                     | 32,668            |
| 1998年（平成10年） | 62,758              | 32,361            |
| 1999年（平成11年） | 62,195              | 32,081            |
| 2000年（平成12年） | 62,176              | 32,056            |
| 2001年（平成13年） | 62,877              | 31,787            |
| 2002年（平成14年） | 62,140              | 31,377            |
| 2003年（平成15年） | 61,724              | 31,153            |
| 2004年（平成16年） | 61,406              | 31,003            |
| 2005年（平成17年） | 61,401              | 31,008            |
| 2006年（平成18年） | 61,641              | 31,115            |
| 2007年（平成19年） | 62,320              | 31,487            |
| 2008年（平成20年） | 62,373              | 31,425            |
| 2009年（平成21年） | 61,261              | 30,282            |
| 2010年（平成22年） | 60,497              | 30,398            |
| 2011年（平成23年） | 60,318              | 30,084            |
| 2012年（平成24年） | 60,821              | 30,324            |
| 2013年（平成25年） | 61,520              | 30,662            |
| 2014年（平成26年） | 60,103              | 29,982            |
| 2015年（平成27年） | 60,147              | 30,013            |
| 2016年（平成28年） | 59,754              | 29,937            |
| 2017年（平成29年） | 59,513              |                   |

### 自行車違停
依據1985年（昭和60年）10月 - 11月的調查，本站周邊自行車違停數量高達5,019台，是日本自行車違停數量最多的車站。尤其是由於停車場容量不足，東口違停數量就有3,490台。往武里團地的西口，雖然有能停放2,000台自行車的市營停車場，但在周邊公寓不斷增加下，地方人口與車站使用人次不斷上升，停車場完全無法容納龐大需求。
1987年（昭和62年）6月，千間台站東口成為自行車違停管制區域，透過停車場的整備與自治會等的勸導，違停數量成功下降。

## 車站周邊
- 武里團地（日语：武里団地）（都市再生機構）
- 千間台Park Town（都市再生機構）
- 國道4號
- 東武千間台變電所

### 公共設施
- 越谷市立兒童館大波斯菊
- 櫻井交流館
- 櫻井地區中心·公民館「あすぱる」
- 千間台紀念會館

### 醫療機關
- 順天堂大學醫學部附屬順天堂越谷醫院（日语：順天堂大学医学部附属順天堂越谷病院）

### 學校
- 越谷市立櫻井小學校（日语：越谷市立桜井小学校）
- 越谷市立新方小學校（日语：越谷市立新方小学校）
- 越谷市立大袋北小學校（日语：越谷市立大袋北小学校）
- 越谷市立彌榮小學校（日语：越谷市立弥栄小学校）
- 越谷市立千間台小學校（日语：越谷市立千間台小学校）
- 越谷市立千間台中學校（日语：越谷市立千間台中学校）
- 越谷市立北中學校（日语：越谷市立北中学校）
- 埼玉縣立越谷北高等學校（日语：埼玉県立越谷北高等学校）
- 獨協埼玉中學校、高等學校（日语：獨協埼玉中学校・高等学校）
- 埼玉縣立越谷特別支援學校（日语：埼玉県立越谷特別支援学校）
- 埼玉縣立大學

### 預備校
- 東進High School（日语：東進ハイスクール）千間台校

### 商店

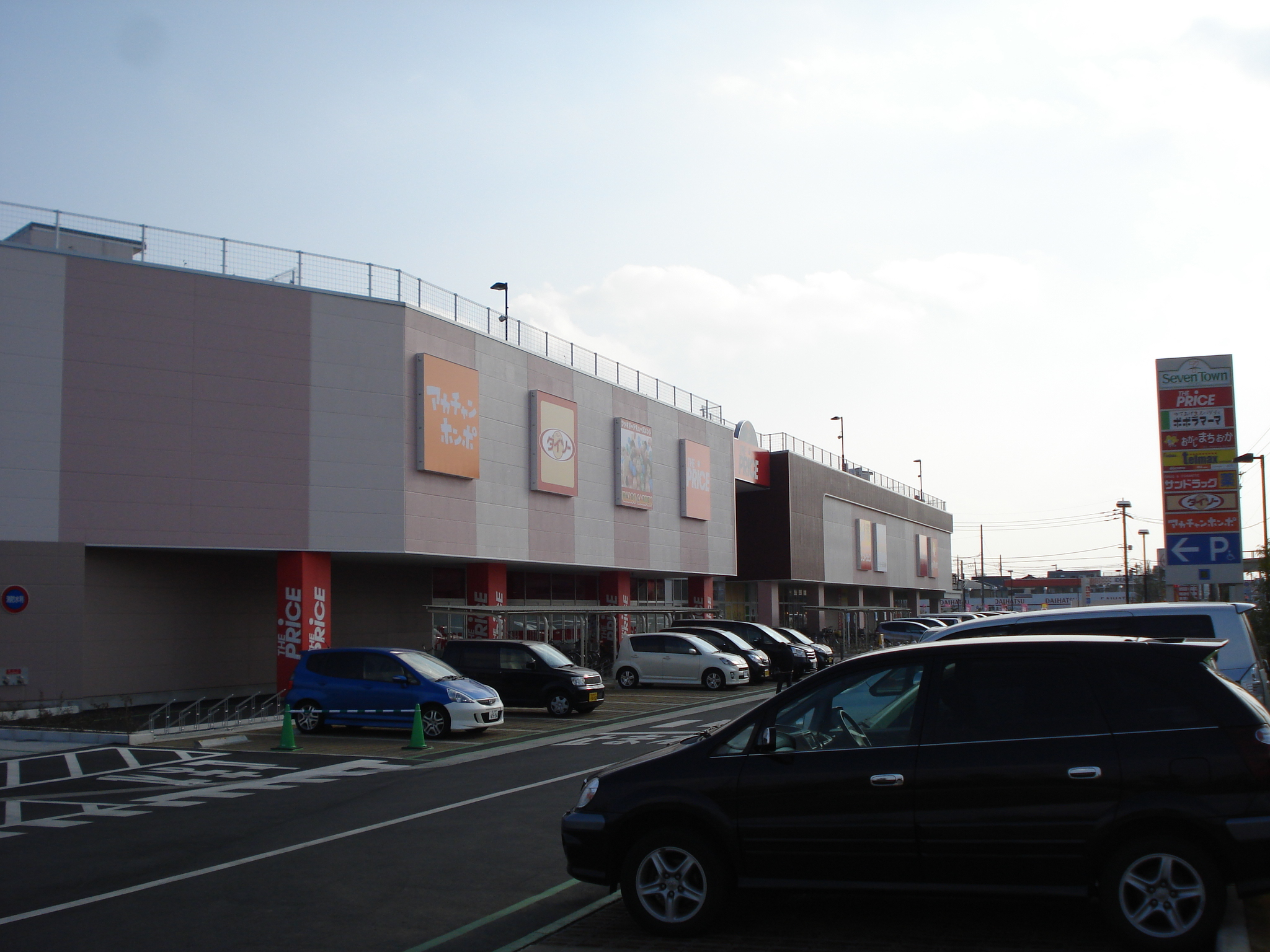
Seven Town千間台（2009年12月）

- TOBU食鮮市場千間台店
- TOSCA（車站大樓）
- 永旺千間台店
- Bel'x（日语：サンベルクス）千間台東店
- Maruya（日语：マルヤ）千間台西店
- CAWACHI藥品（日语：カワチ薬品）
- 業務超市（日语：神戸物産）千間台店
- 玩具反斗城越谷店
- Seven Town（日语：セブン&アイ・クリエイトリンク）千間台
  - THE PRICE（日语：ザ・プライス）
  - 阿卡將本舗（日语：アカチャンホンポ）
- 千間堀商店街
- 千間台西口商店街
- Super Value（日语：スーパーバリュー）春日部武里店

### 郵局
- 越谷千間台東郵便局
- 越谷千間台西郵便局

### 金融機關
- 瑞穗銀行千間台支店
- 栃木銀行（日语：栃木銀行）千間台支店
- 川口信用金庫（日语：川口信用金庫）千間台支店
- 埼玉里索那銀行千間台支店

## 路線巴士

### 東口
| 乘車處       | 乘車處 | 主要行經地   | 目的地                    | 運行公司 | 備註 |
| ------------ | ------ | ------------ | ------------------------- | -------- | ---- |
| 千間台站東口 | 1      | 赤沼、新開橋 | 大正大學入口              | 茨急巴士 |      |
| 千間台站東口 | 1      | 赤沼         | 松伏綠之丘公園            | 茨急巴士 |      |
| 千間台站東口 | 2      | 下間久里     | 老人福祉中心              | 茨急巴士 |      |
| 千間台站東口 | 3      | 大泊、山谷   | 千間台站（循環）          | 茨急巴士 |      |
| 千間台站東口 | 3      | 大泊、赤沼   | 松伏綠之丘公園 松伏町役場 | 茨急巴士 |      |

### 西口
| 乘車處       | 乘車處 | 主要行經地       | 目的地         | 運行公司 | 備註 |
| ------------ | ------ | ---------------- | -------------- | -------- | ---- |
| 千間台站西口 | 2      | 大道、大袋分署前 | 大袋站西口     | 朝日巴士 |      |
| 千間台站西口 | 1      | 團地中心         | 武里站西口     | 朝日巴士 |      |
| 千間台站西口 | 1      | 團地中心、綠住宅 | Wing Hat春日部 | 朝日巴士 |      |
| 千間台站西口 | 4      | （直行）         | 獨協埼玉中高   | 朝日巴士 |      |
| 千間台站西口 | 3      | 千間台西四丁目   | 埼玉縣立大學   | 朝日巴士 |      |

## 站名由來
源自於本站北側的一級河川新方川（にいがたがわ）古稱「千間堀」（せんげんぼり）。不過，相對於地名採用漢字「千間台」，站名是使用平假名「せんげん台」。

## 相鄰車站
東武鐵道
 東武晴空塔線
- ■特急「Skytree Liner」「Urban Park Liner」停車站（「Skytree Liner」僅下行）

■急行、■區間急行
越谷（TS 21）－千間台（TS 24）－春日部（TS 27）
■準急、■區間準急、■普通
大袋（TS 23）－千間台（TS 24）－武里（TS 25）
※從本站搭乘下行列車特急「Skytree Liner」「Urban Park Liner」時，除了特急SPACIA的包廂外，其他都可單憑乘車券搭乘。

## 外部連結
- 千間台（車站資訊） - 東武鐵道